# Carl Valentine
Carl Howard Valentine (Manchester, 4 luglio 1958) è un allenatore di calcio ed ex calciatore canadese, di ruolo attaccante.

## Carriera

### Nazionale
Ha partecipato, con la rappresentativa canadese, alla spedizione qualificatasi alla fase finale del campionato del mondo 1986 e alla CONCACAF Gold Cup 1991.

## Palmarès

### Giocatore

#### Competizioni nazionali
- Campionato NASL: 1

Vancouver Whitecaps: 1979
- Canadian Soccer League: 4

Vancouver 86ers: 1988, 1989, 1990, 1991